# Cladanthus arabicus
Cladanthus arabicus — вид квіткових рослин родини айстрові (Asteraceae).

## Опис
Стебла 40–60 см, гіллясті у верхній половині. Сім'янки ≈ 1,5 мм. Цвіте з квітня по травень.

## Поширення
Південна Європа: Іспанія, Гібралтар, Мальта. Північна Африка: Алжир, Лівія, Марокко, Туніс.

## Галерея

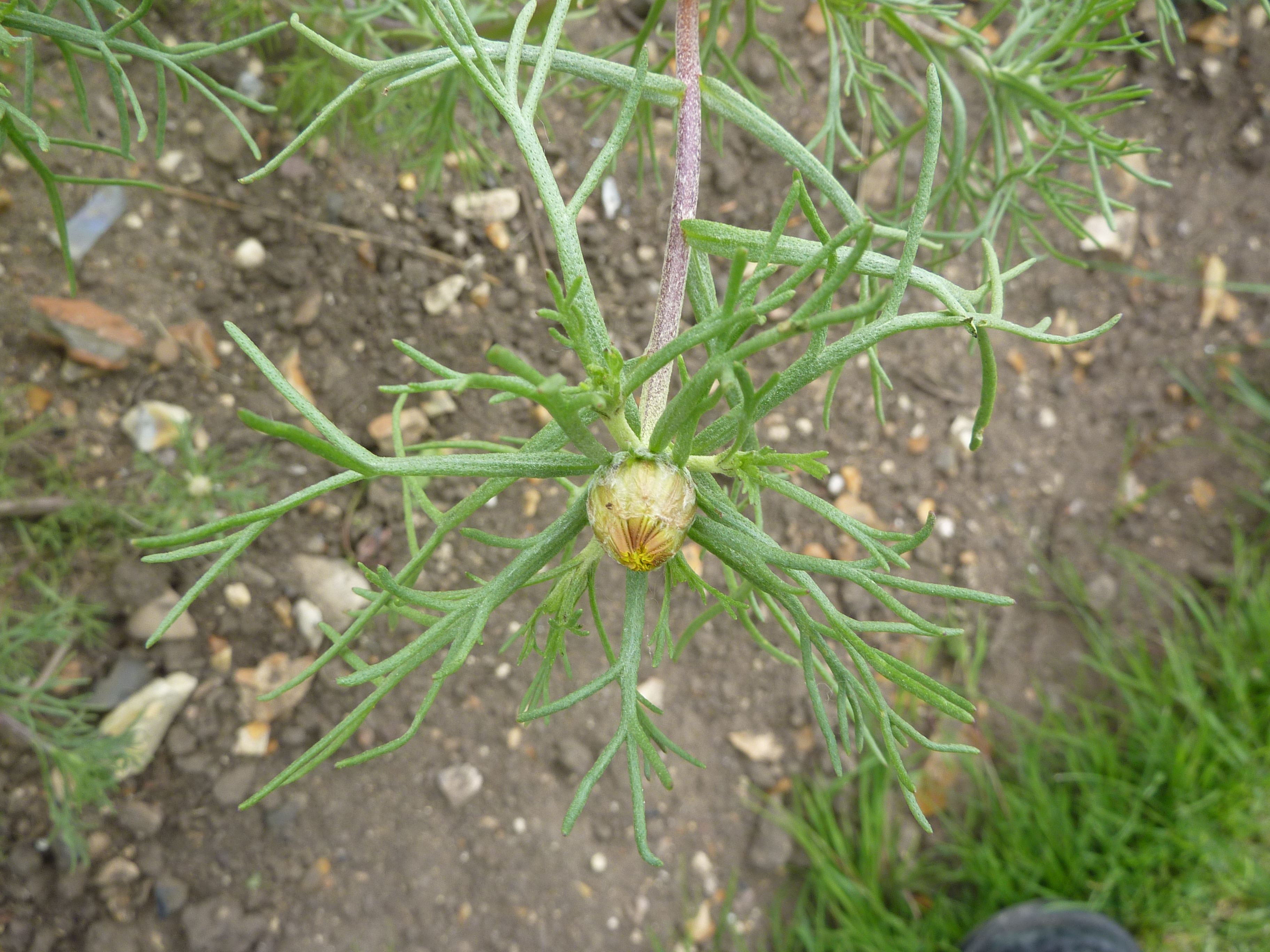
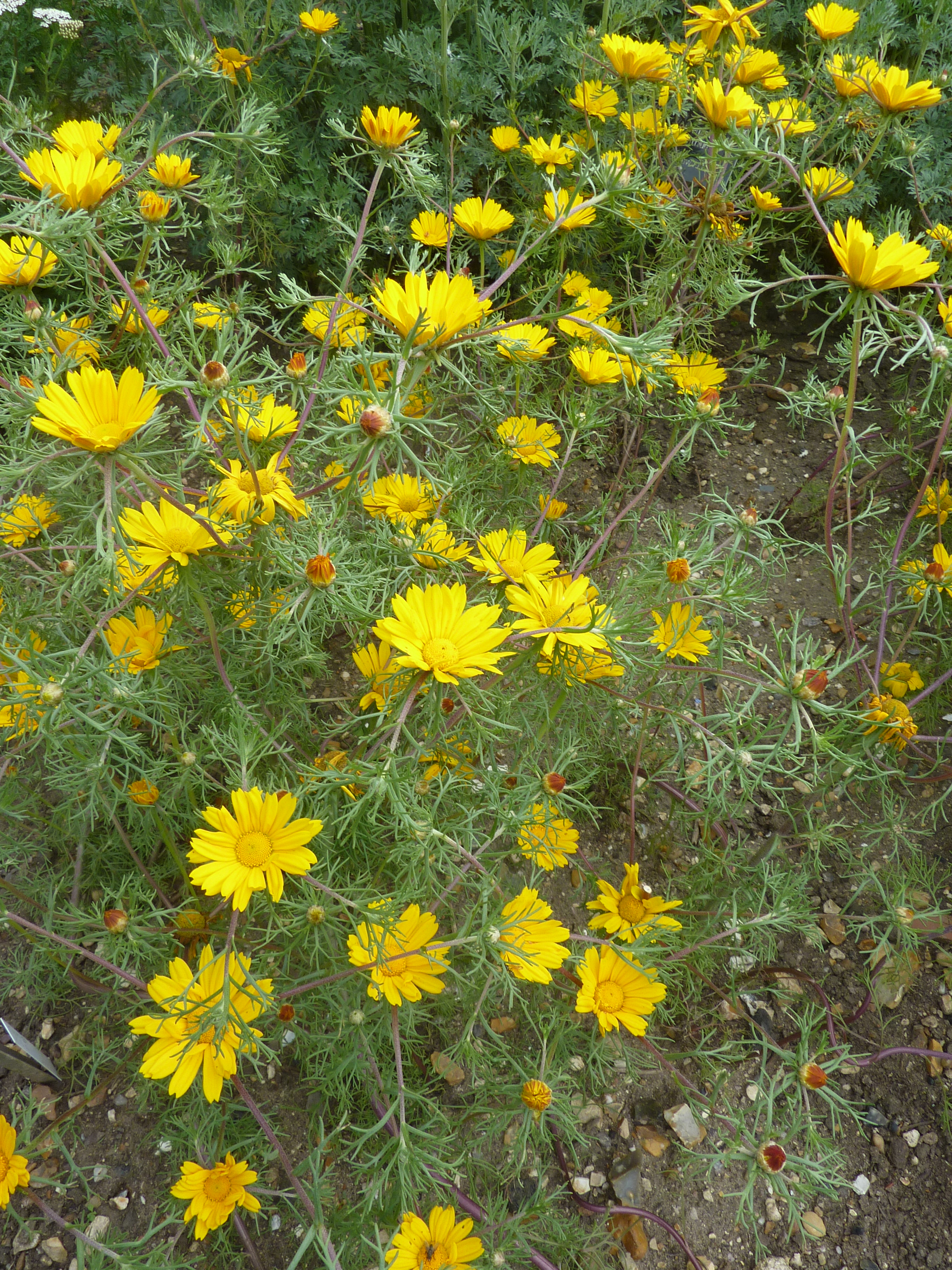
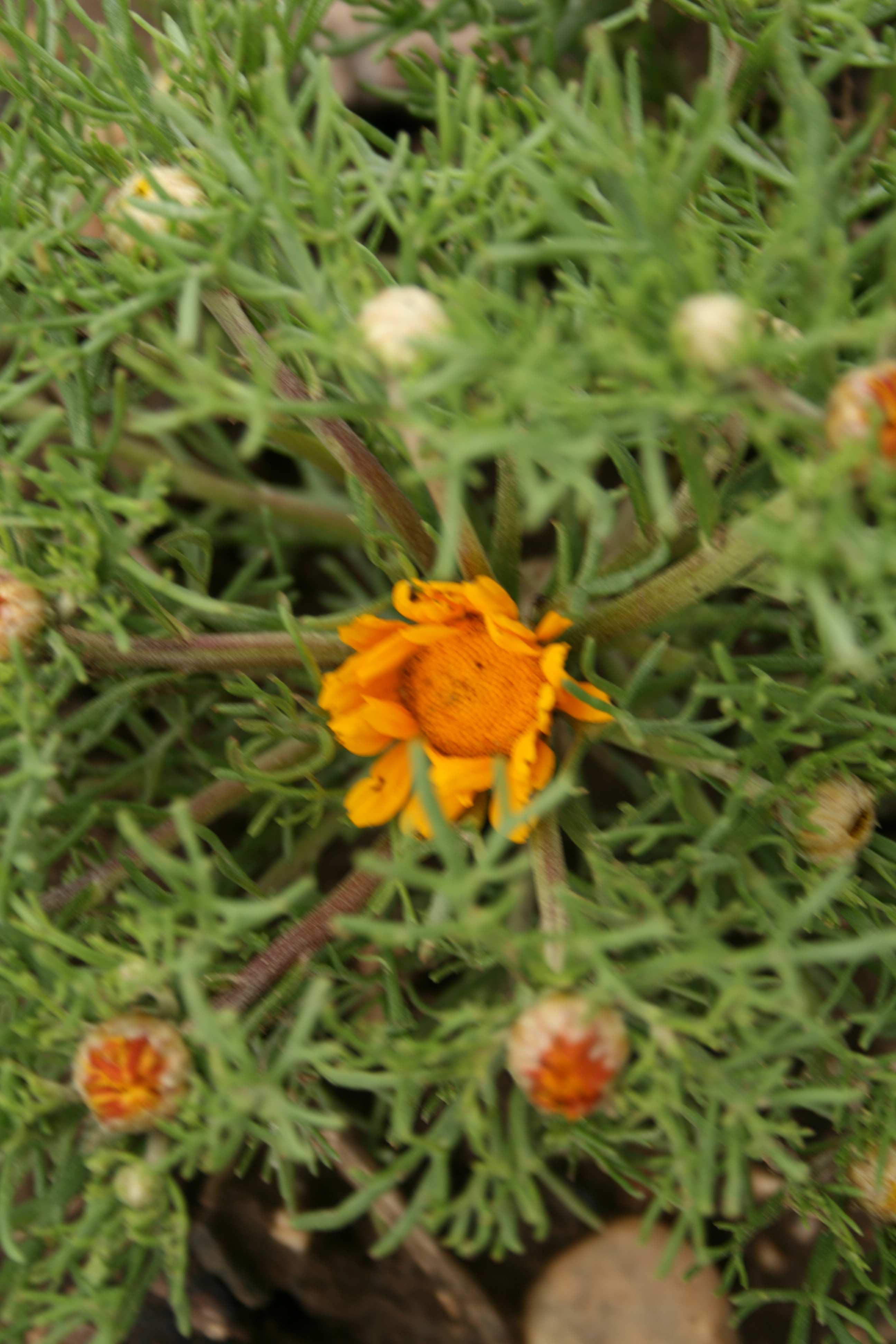

|  | Це незавершена стаття про айстрові. Ви можете допомогти проєкту, виправивши або дописавши її. |